# Якоби, Альфред
Альфред Якоби (нем. Alfred Jacobi; 29 июля 1883, Бремен — 6 мая 1972, Целле) — немецкий военачальник, генерал-лейтенант вермахта, командовал 201-й охранной дивизией, затем был комендантом крепости Щецин (нем. Stettin) во время Второй мировой войны. Кавалер Немецкого креста в золоте.

## Биография
Альфред Якоби родился в Бремене 29 июля 1883 года.
27 января 1914 года был произведен в лейтенанты и стал инспектором инженерной школы в Киле.
С началом Первой мировой войны, 2 августа 1914 года Альфред Якоби перевелся в VII батальон морской пехоты (нем: Seebataillon). С 4 января 1915 года он служил в качестве офицера по поручениям при штабе бригады морской пехоты.
18 апреля 1915 года произведен в капитаны. С 15 мая 1915 года был командиром роты в полку морской пехоты. С 29 мая 1917 года — заместитель командира третьей дивизии морской пехоты. 31 декабря 1919 года повышен в звании до майора.
С 17 мая 1921 года в том же звании служил в охранной полиции. С 1935 года был полковником земельной полиции.
15 октября 1935 года, вновь поступил в армию в звании полковника на должности командира военного округа Щецина.
25 ноября 1940 года принял командование 570-м пехотным полком, который был направлен в Дьеп (северная Франция) в качестве оккупационного отряда.
1 июля 1941 года он был повышен в звании до генерал-майора. С 21 июля 1941 года Альфред Якоби — комендант 748-й фельдкомендатуры, а с 26 января 1942 года — комендант Гомеля. 20 мая 1942 года принял командование 201-й охранной бригадой, 1 июня 1942 года развёрнутой в дивизию. 20 апреля 1943 года ему было присвоено звание генерал-лейтенанта.
17 декабря того же года он получил германский крест в золоте.
13 октября 1944 года Якоби был выведен в резерв. 25 января 1945 года назначен комендантом крепости Щецин. Ушел в отставку 28 февраля 1945 года.
Умер 6 мая 1972 года в Целле.